# Hildegard Westerkamp
Hildegard Westerkamp (* 8. April 1946 in Osnabrück) ist eine deutsch-kanadische Klangkünstlerin, Soundforscherin, Komponistin elektroakustischer Musik, Klangökologin, Flötistin, Pianistin und Autorin.
Viele ihrer Kompositionen enthalten Field recordings von städtischen oder ländlichen Umgebungen mit Stimmen, Geräuschen, Stille, Musik, Medien usw. In einigen Kompositionen verarbeitete sie Lyrik ihres Partners, des kanadischen Schriftstellers Norbert Ruebsaat. Sie komponierte Filmmusik, unter anderem für zwei Filme von Gus van Sant - Elephant (2003) und Last Days (2005).
Sie ist Mitbegründerin des World Forum on Acoustic Ecology (WFAE) und des Vancouver Co-op Radio.

## Leben
Von 1966 bis 1968 studierte Hildegard Westerkamp Flöte und Klavier an der Hochschule für Musik Freiburg. Seit 1968 lebt sie in Vancouver in Kanada. Von 1968 bis 1972 studierte sie an der University of British Columbia und schloss ihr Studium 1972 mit dem Bachelor of Music ab. Sie gebar 1977 ihre Tochter Sonja Ruebsaat.
Während der 80er Jahre war sie Lehrerin an der School of Communication der Simon Fraser University in Vancouver. Gleichzeitig war sie Mitarbeiterin des Forschungsprojekts World Soundscape Project unter R. Murray Schafer. Im Rahmen dieser Tätigkeit mikrofonierte sie den Klang unterschiedlichster Umgebungen zu deren Archivierung. Parallel dazu war sie als Klangkünstlerin und Komponistin tätig.
In Westerkamps Werk kommt ein feministischer Ansatz zum Ausdruck, besonders an zwei Werken aus dem Jahr 1985. Women Voicing ist ein Dokument weiblicher kanadischer Musikerinnen, das Westerkamp für Musicworks 31 produzierte. Kompiliert sind Werke von Alassie Alasuak, Wende Bartley, Susan Frykberg, Nellie Nungak, Ann Southam, Kim Erickson, Gayle Young, Westerkamp selbst und Pauline Oliveros. His Masters Voice ist ein Soundscape aus männlichen Stimmen von Moderatoren und Politikern und Aufnahmen von laut Musik hörenden Autofahrern. Westerkamp selbst sieht in dem Stück „satirischen Protest gegen die männliche Machostimme, die unerbittlich in den Medien zu hören ist“. Das Stück formuliert eine feministische Kritik an akustischer männlicher Dominanz in Radio und öffentlichem Raum. Auch von der Rezeption wird der feministische Gehalt von Westerkamps Werk erkannt. So konstatiert zitiert Donna Zapf in den Beiträgen zur Neuen Music: „Westerkamp's music balances a poetics of sound with social commitments that include feminism and environmental politics.“

## Werk

### Kompositionen
- 1975: Whisper Study, für 2-Kanal-Tape
- 1976: Familie mit Pfiff, für 2-Kanal-Tape
- 1978: Fantasie for Horns I, für Horn und 4-Kanal-Tape
- 1979: Fantasie for Horns II, für Horn und Magnetband
- 1981: A Walk Through the City, für 4-Kanal-Tape und mit Gedichten von Norbert Ruebsaat
- 1984: Cool Drool, für Sprechstimme und 2-Kanal-Tape
- 1985: His Masters Voice, für 2-Kanal-Tape, „satirischer Protest gegen die männliche Machostimme, die unerbittlich in den Medien zu hören ist“ (Westerkamp)[2]
- 1986: Harbour Symphony, für über 100 Boothörner im Hafen von Vancouver, zur Eröffnung des kanadischen Pavillons auf der Expo 86
- 1987: Cricket Voice, für 2-Kanal-Tape
- 1988: Moments of Laughter, für 2-Kanal-Tape und weibliche Stimme
- 1988: Music from the Zone of Silence: Desertwind / Meditation / The Truth is Acoustic, für eine bis vier Stimmen und 2-Kanal-Tape
- 1988: Harbour Symphony, für sechs Boothörner im Hafen von St. John’s, Kanada
- 1989: Convergence Radio
- 1989: Kits Beach Soundwalk, für 2-Kanal-Tape und Stimme[5]
- 1989: The Deep Blue Sea, für 2-Kanal-Tape und Stimme, zusammen mit Norbert Ruebsaat, Text: Brain Shein
- 1989: Türen der Wahrnehmung, im Auftrag des ORF-Kunstradios und der Ars Electronica,[6] verwendet im Film Elephant von Gus van Sant[1]
- 1990: Breathing Room II, für 2-Kanal-Tape, Flaschen und Publikum
- 1990: École polytechnique – für acht Kirchenglocken, gemischten Chor, Bassklarinette, Trompete, Percussion und 2-Kanal-Tape
- 1991: My Horse and I, für 2-Kanal-Tape, mit Gedicht und Lesung von Sharon Thesen
- 1991: Breathing Room III - A Self Portrait, für Stimme und 2-Kanal-Tape
- 1992: Beneath the Forest Floor, für 2-Kanal-Tape
- 1993: From the India Sound Journal, Work in Progress für Stimme und 2-Kanal-Tape
- 1995: Sensitive Chaos, für 2-Kanal-Tape
- 1996: Dhvani, für 2-Kanal-Tape,[7]
- 1997: Talking Rain, für 2-Kanal-Tape, ausgestrahlt vom CBC Radio for Westcoast Performance am 20. April 1997.
- 1997: Gently Penetrating beneath the sounding surfaces of another place, für 2-Kanal-Tape, Honorary mention, Prix ars electronica, Linz, Austria, 1998.
- 2000: Into the Labyrinth, für 8-Kanal-Verbreitung
- 2002: Breaking News, für digitalen Soundtrack
- 2002: Attending to Sacred Matters, für 2-Kanal-Tape, im Auftrag der Association of Canadian Women Composers (ACWC), Kurzversion Then, Now and Beyond beim Festival of Music by Women, Ottawa 2002.
- 2002 Like A Memory, für Klavier und zwei digitale Soundtracks
- 2005: Für Dich - For You, für acht digitale Soundtracks
- 2008: Liebeslied/Love Song, für Cello und für acht digitale Soundtracks
- 2008: MotherVoiceTalk, für zwei digitale Soundtracks
- 2012: Once Upon A Time, für zwei digitale Soundtracks, Märchen von Hildegard Westerkamp, Erzähler: Caleb and Caius Martin-Ruebsaat, Sonja Ruebsaat

### Sound-Installationen
- 1980: Cordillera, akustisches Environment für 4-Kanal-Tape, mit Gedichten von Norbert Ruebsaat, Western Front Gallery, Vancouver, für das Music from the New Wilderness Festival
- 1985/86: Zone Of Silence Story, akustisches Environment, zusammen mit Norbert Ruebsaat für eine Gruppenausstellung des Zone of Silence Project im Museum of Quebec, Quebec City
- 1989: Türen der Wahrnehmung, ein Radio-Environment für die Ars Electronica in Linz im Auftrag des ORF-Kunstradios. Die Installation war im öffentlichen Raum zu hören und wurde über Lautsprechersysteme im Flughafen, an der Bushaltestelle oder im Kaufhaus abgespielt. Die Soundscapes wurden speziell für diese Orte produziert.[6]
- 1998: Nada - An Experience in Sound, Sound-Installation über Mati Ghar, Indira Gandhi National Centre for the Arts Janpath, New Delhi, India
- 2000: Soniferous Garden, Version von Teil 4 von Nada-An Experience in Sound, in der Galerie Engine 27, New York
- 2000: At the Edge of Wilderness, Installation über Geisterstädte in British-Columbia, zusammen mit der Fotografin Florence Debeugny

### Filmmusik
- 1982: This Borrowed Land, Film von Bonnie Kreps
- 1982: One Woman Waiting, Film von Josephine Massarella
- 1985: Streetkids, Film von Peg Campbell
- 1985: Still Sane, Film von Women in Focus, Vancouver
- 1985: Ranch, Film von Steven Denure und Chris Lowry
- 1995: Bones of the Forest, Film von Heather Frise and Velcrow Ripper
- 1998: I Know, Radiofeature von Norbert Ruebsaat, produziert von William Lane, CBC
- 2000: A Time of Love and War, Film von Sabrina Matthews
- 2003: Elephant, Film von Gus van Sant
- 2005: Last Days (2005), Film von Gus van Sant

### Radio
Hildegard Westerkamp ist Mitgründerin des Vancouver Co-operative Radio. Sie betrieb dort die Sendungen Soundwalking und Musica Nova.

### Texte
- 1974: Westerkamp, Hildegard: Soundwalking, Sound Heritage III/4, S. 18–27.
- 1980: Westerkamp, Hildegard: The New Museum of Anthropology in Vancouver: An Acoustic Dump, Musing II/1
- 1990: Westerkamp, Hildegard: Cool Drool. In: Sound by Artists, ed. D. Lander, M. Lexier. Banff, Alberta: Art Metropole & Walter Phillips Gallery, S. 222–226.
- 1990: Westerkamp, Hildegard: Listening and Soundmaking: A Study of Music-as-Environment. In: Sound by Artists, ed. D. Lander, M. Lexier. Banff, Alberta: Art Metropole & Walter Phillips Gallery, S. 227–234.
- 1994: Westerkamp, Hildegard: The Soundscape on Radio. In: Radio Rethink: Art, Sound and Transmission, ed. D. Augaitis i D. Lander, S. 86–94.
- 1997: Westerkamp, Hildegard: Silent Night in the City, The New Soundscape Newsletter 3, S. 5.
- 1997: Westerkamp, Hildegard: Bourges at Night. In: The New Soundscape Newsletter 5, S. 7–8.
- 1998: Westerkamp, Hildegard: Nada: An Experience in Sound
- 1999: Westerkamp, Hildegard: Soundscape Composition: Linking Inner and Outer Worlds (geschrieben für Soundscape vor der Konferenz in Amsterdam vom 19. bis 26. November 2000)
- 2000: Westerkamp, Hildegard: Sound Excursion: Plano Pilato, Brasilia. In: Soundscape, The Journal of Acoustic Ecology, 1/2, S. 18–19.

(Quelle:)

## Diskografie

### Alben
- 1986: Fantasie For Horns I And II (Label: Inside The Soundscape, #1, C30 - Kassette)
- 1986: Streetmusic (Label: Inside The Soundscape, #2, Kassette)
- 1986: Cordillera / Zone Of Silence Story (Label: Inside The Soundscape, #3, Kassette), zusammen mit Norbert Ruebsaat
- 1986: Voices for the Wilderness (Label: Inside The Soundscape, #4, Kassette)
- 1986: Harbour Symphony (Label: Inside The Soundscape, #5, C25 - Kassette)
- 1996: Transformations (Label: Empreintes DIGITALes, IMED 9631, CD)
- 2002: Into India (Label: Earsay, ES 02002, CD)

### Beiträge zu Compilations
- 1984: A Walk Through The City (Abridged), Cool Droo und When There Is No Sound. In: A Walk Through The City, Label Musicworks – MW 26 (Kassette C45)
- 1985: New Year's Eve In Vancouver, 1980/81. In: Times & Tides, Label Musicworks – MW 29 (Kassette C45)
- 1985: div. Tracks auf der Compilation Women Voicing, Label Musicworks – MW 31 (Kassette C45):
  - Carpenter Creek, New Denver, British Columbia(3×)
  - We Appear Silent To People Who Are Deaf To What We Say
  - Desertwind, Untitled
  - Excerpts From Music Nova
  - His Master's Voice (Excerpt)
  - Collage Of Desert Plant Sounds
  - Cricket's Nightsong
  - Canada Geese And Water Lapping At Slocan Lake, B.C.
- 1986: Untitled - Feb 18/84 (zusammen mit Norbert Ruebsaat), in: Decade: The First Ten Years Of The Music Gallery, Music Gallery Editions, Kassette C90
- 1988: In Conversation With Wende Bartley (2×), Excerpt From Cricket Voice. In: Sounding The Borders Of Sense, Musicworks – MW 42, Kassette C60
- 1990: Cricket Voice. In: Ear Magazine Presents Absolut CD #1, New Music Canada, Label Ear Magazine – CD1
- 1990: Harbour Symphony. In: Musicworks 45, Label Musicworks – MW 45, Kassette C90
- 1990: Interview, A Walk Through The City. In: SoundViews Volume One: Sources, Label ¿What Next? Recordings – WN0001, Kassette C90
- 1990: Cricket Voice. In: Musique Électroacoustique - Electroacoustic Music, Label Radio Canada International – ACM 37 CD 1-4, 4xCD
- 1990: Cricket Voice. In: The Aerial 2 (Label: The Aerial AER 1990/2, CD)
- 1990: Anthology of Canadian Music:Electroacoustic music
- 1990: Breathing Room. In: Électro clips, Label Empreintes DIGITALes IMED-9004-CD, CD
- 1992: Cool Drool, Fragmented Thoughts On Radio Ecology. In: Musicworks 55: 7e Printemps Électroacoustique, Label Musicworks – MW 55, CD
- 1994: Contours of Silence - Razzle Dazzle. In: Daina Augaitis, Dan Lander (Hrsg.): Radio Rethink - art sound and transmission. Banff Centre Press, Alberta (Kanada) 1994. (Buch mit CD)
- 1995: Kits Beach Soundwalk (deutsche Version). In: Hans-Ulrich Werner u. a. (Hrsg.): KlangWege. Schriftenreihe der Gesamthochschule Kassel, Band 21, Kassel 1995. (Buch mit CD)
- 1996: Türen Der Wahrnehmung. 21 min., In: Transmissions From Broadcast Artists, Radius #4, Label: ¿What Next? Recordings – WN0019, CD
- 1996: mit Barry Truax: New Year's Eve In Vancouver Harbour sowie Einführung und Dokumentation The Changing Soundscape In: The Vancouver Soundscape 1973 / Soundscape Vancouver 1996. (Cambridge Street Records – CSR-2CD 9701)
- 1997: Sensitive Chaos. In: Hans Ulrich Werner: SoundScapeDesign: Klangwelten, Hörzeichen. Akorama. The Soundscape Newsletter Europe Edition, 1997, ISBN 3-9520335-2-9. (Buch mit CD)
- 1997: Dhvani. In: 1977-1997, 20 Jahre Osnabrücker Komponisten.
- 1997: Kits Beach Soundwalk (deutsche Version). In: Der Verlust der Stille: Klangwege und Hörbilder. CD zu einer Tagung der Evangelischen Akademie Baden. Evangelische Akademie Baden, Baden 1997, ISBN 3-89674-512-3, In: Evangelische Akademie Baden, Klaus Nagorni, Ralf Stieber (Hrsg.): Der Verlust der Stille. Ansätze zu einer akustischen Ökologie. Baden 1997, ISBN 3-89674-512-3.
- 1998: Talking Rain. In: Harangue I. Label Earsay, ES 98001
- 1998: Gently Penetrating Beneath the Sounding Surfaces of Another Place. In: Harangue II. Label Earsay, ES 98005
- 1998: Talking Rain. In: Musicworks 72: Outdoor Music, Improvisation And Complexity, außerdem Fieldrecording zu Andra McCartneys Soundwalking Queen Elizabeth Park (Excerpts), Label Musicworks – MW 72, CD
- 1998: Gently Penetrating. In: Prix Ars Electronica CyberArts 98, Label Ars Electronica Center – ARS 98
- 1999: Sensitive Chaos. In: Brandon LaBelle & Steve Roden: Site of Sound: of Architecture and the Ear. Errant Bodies Press und Smart Art Press – Volume VI, No. 59, Los Angeles 1999. (Buch mit CD) ISBN 0-9655570-2-2.
- 1999: Beneath the Forest Floor. (nur Mittelteil und Endteil des Stücks), In: The Dreams of Gaia. (Label Earthear ee9012, 2CD)[9]
- 2000: Two Rural Soundscapes From India's Country And City Life. In: Farm Soundscapes, Label Earminded – 2000, CDr
- 2000: Cricket Voice und Radio that Listens (with: His Master's Voice and My Horse and I). In: Radiant Dissonance. eine 10-tlg. Reihe, die Arbeiten kanadischer Klangkünstler enthält (5-CD-Set)
- 2000: Breathing Room. In: eXcitations, Label Empreintes DIGITALes – IMED 0050, CD
- 2001: Beneath The Forest Floor (Excerpt). In: The Disc Of Music & Nature, Terra Nova, Wesleyan University Press – ISBN 0-8195-6408-7.
- 2001: Beneath The Forest Floor (Excerpt). In: Between Sound And Vision, Label Gallery 400 – VS01, CD
- 2003: Whisper Study, zusammen mit Norbert Ruebsaat, in: 20 Jahre Inventionen II. Label Edition RZ – Ed. RZ 4004, CD
- 2003: Cricket Voice (Exzerpt), in: Nicole Gingras u. a. (Hrsg.): S:on - Sound in Contemporary Canadian Art, Artextes ENG 02, Buch mit CD[10]
- 2003: Gently Penetrating. In: Electricities - Électricités, Label Canadian Music Centre – CMCDS-S4, CD
- 2004: Dhvani (1996). In: This Place Is Dreaming, Label (K-RAA-K)³ – K047
- 2005: Whisper Study. In: SFU 40: Celebrating Electroacoustic Music At Simon Fraser University 1965–2005, Simon Fraser University, Cambridge, Kanada, Label Cambridge Street Records – CSR-CD 0501, CD
- 2005: Türen Der Wahrnehmung (Doors Of Perception). In: Last Days : Musique Inspirée Et Tirée Du Film, Label MK2 Music – MK 0052, CD
- 2007: His Masters Voice 1985. In: Autumn Leaves, Label Gruenrekorder – GrDl 088, 32 × File, FLAC
- 2009: Für Dich - For You, Text von Rainer Maria Rilke, übersetzte von Norbert Ruebsaat, in: Trans_Canada - ZKM | Karlsruhe (aufgenommen im ZKM Karlsruhe), Label Empreintes DIGITALes – IMED 09100, DVD

## Auszeichnungen
- 1992: Empfehlung vom 4. International Rostrum of Electroacoustic Music, die Komposition Beneath the Forest Floor im Radio auszustrahlen
- 1994: ehrenvolle Erwähnung der Komposition Beneath the Forest Floor beim Prix Italia 1994
- 1998: ehrenvolle Erwähnung der Komposition Gently Penetrating Beneath the Sounding Surfaces of Another Place beim Prix Ars Electronica, Linz
- 2021: Ehrenmitglied der Deutsche Gesellschaft für Elektroakustische Musik